# The Monkees (альбом)
The Monkees — дебютный студийный альбом одноимённой американской поп-рок-группы. Он был записан в июле 1966 года и выпущен в октябре того же года лейблом Colgems Records в США, а также лейблом RCA Records в остальном мире. Альбом имел колоссальный чартовый и коммерческий успех: он провёл 78 недель в чарте Billboard 200, причём 13 из них он находился на высшей строчке. В США диск был распродан тиражом свыше 5 млн экземпляров, за что американская ассоциация звукозаписывающих компаний присудила ему пятикратный платиновый статус.
Альбом был высоко оценён порталом AllMusic, в рецензии на него Тим Сендра отнёс его к числу одних из лучших альбомов 1966 года.

## Список композиций
| №  | Название                          | Текст песни               | Вокал        | Длительность |
| -- | --------------------------------- | ------------------------- | ------------ | ------------ |
| 1. | «(Theme From) The Monkees»        | Томми Бойс, Бобби Харт    | Микки Доленз | 2:20         |
| 2. | «Saturday's Child»                | Дэвид Гейтс               | Микки Доленз | 2:44         |
| 3. | «I Wanna Be Free»                 | Томми Бойс, Бобби Харт    | Дэви Джонс   | 2:24         |
| 4. | «Tomorrow's Gonna Be Another Day» | Томми Бойс, Стив Венет    | Микки Доленз | 2:33         |
| 5. | «Papa Gene's Blues»               | Майкл Несмит              | Майкл Несмит | 1:55         |
| 6. | «Take A Giant Step»               | Джерри Гоффин, Кэрол Кинг | Микки Доленз | 2:32         |

| №  | Название                              | Текст песни                             | Вокал                    | Длительность |
| -- | ------------------------------------- | --------------------------------------- | ------------------------ | ------------ |
| 1. | «Last Train to Clarksville»           | Томми Бойс, Бобби Харт                  | Микки Доленз             | 2:40         |
| 2. | «This Just Doesn't Seem To Be My Day» | Томми Бойс, Бобби Харт                  | Дэви Джонс               | 2:08         |
| 3. | «Let's Dance On»                      | Томми Бойс, Бобби Харт                  | Микки Доленз             | 2:30         |
| 4. | «I'll Be True To You»                 | Джерри Гоффин, Русс Тайтлмен            | Дэви Джонс               | 2:48         |
| 5. | «Sweet Young Thing»                   | Джерри Гоффин, Кэрол Кинг, Майкл Несмит | Майкл Несмит             | 1:54         |
| 6. | «Gonna Buy Me a Dog»                  | Томми Бойс, Бобби Харт                  | Микки Доленз, Дэви Джонс | 2:38         |

## Участники записи
- Микки Доленз — вокал, клавишные, гитара, ударные
- Дэви Джонс — вокал
- Майкл Несмит — вокал, гитара
- Питер Торк — вокал, гитара, бас-гитара

## Позиции в чартах
| Страна         | Организация              | Позиция |
| -------------- | ------------------------ | ------- |
| Австралия      | ARIA Charts              | 3       |
| Финляндия      | Suomen virallinen lista  | 1       |
| Норвегия       | VG-lista                 | 3       |
| Германия       | GfK Entertainment Charts | 11      |
| Великобритания | Official Charts Company  | 1       |
| США            | Billboard                | 1       |

## Сертификации
| Страна | Организация | Сертификация | Продажи    |
| ------ | ----------- | ------------ | ---------- |
| США    | RIAA        | 5×Платиновый | 5 000 000+ |